# Lilienhähnchen

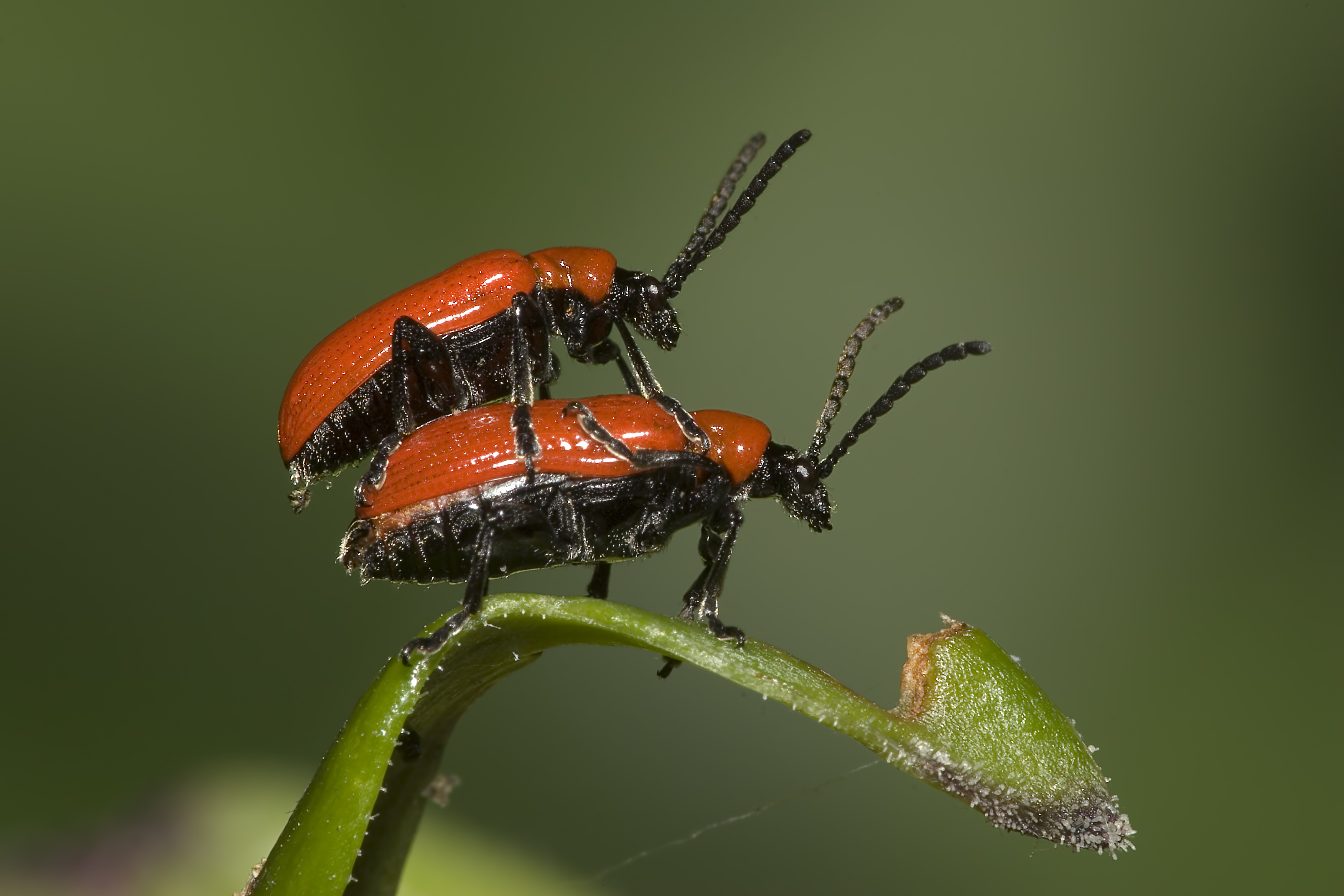
Paarung (Prae- oder Postcopula)

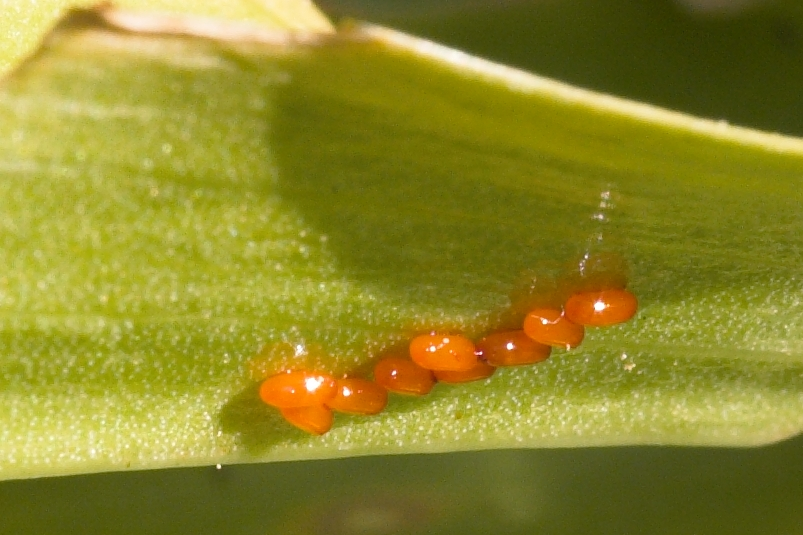
Eier: blattunterseits festgeklebtes Gelege

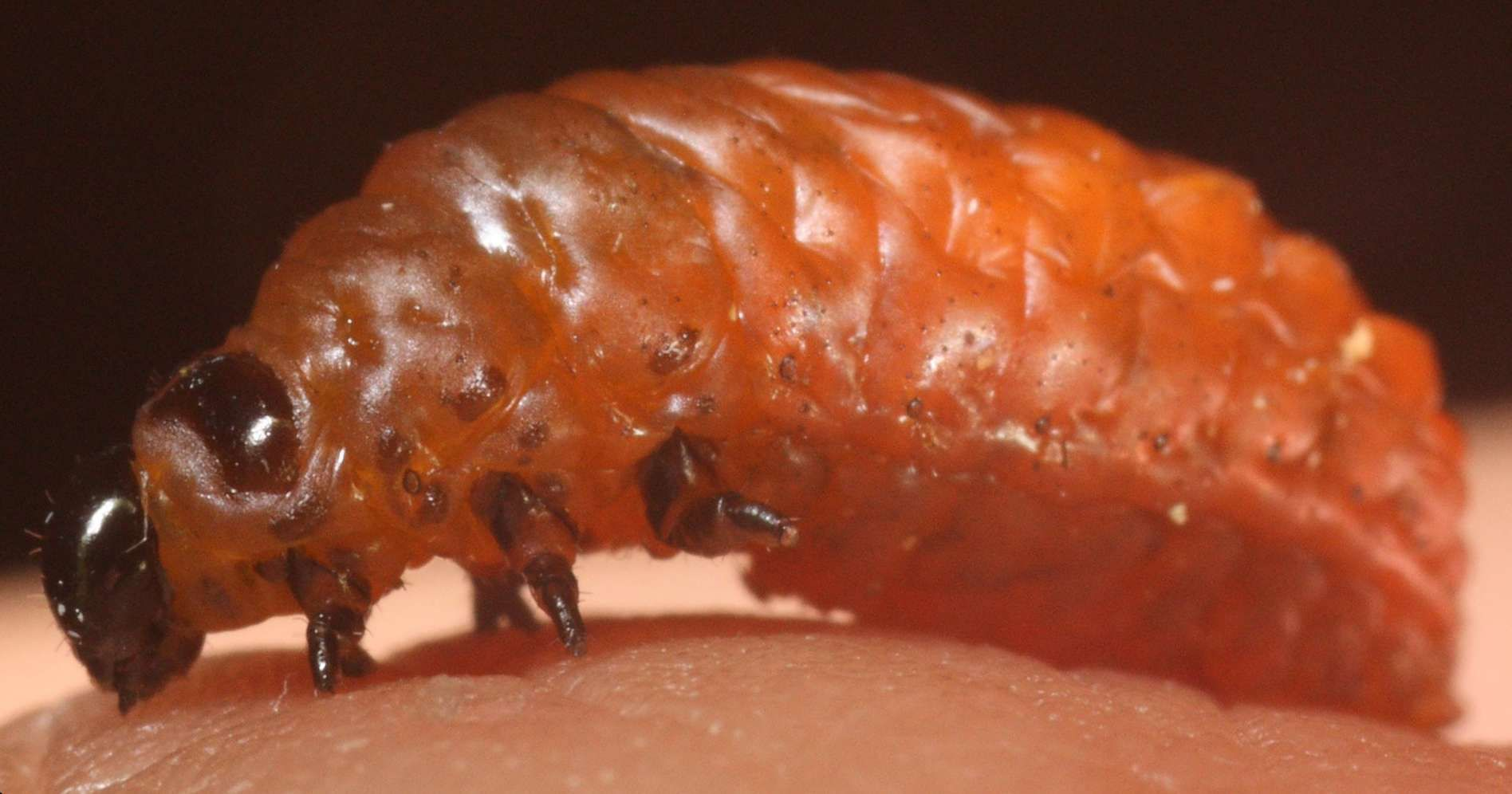
Larve, von ihrem Kotsack entblößt

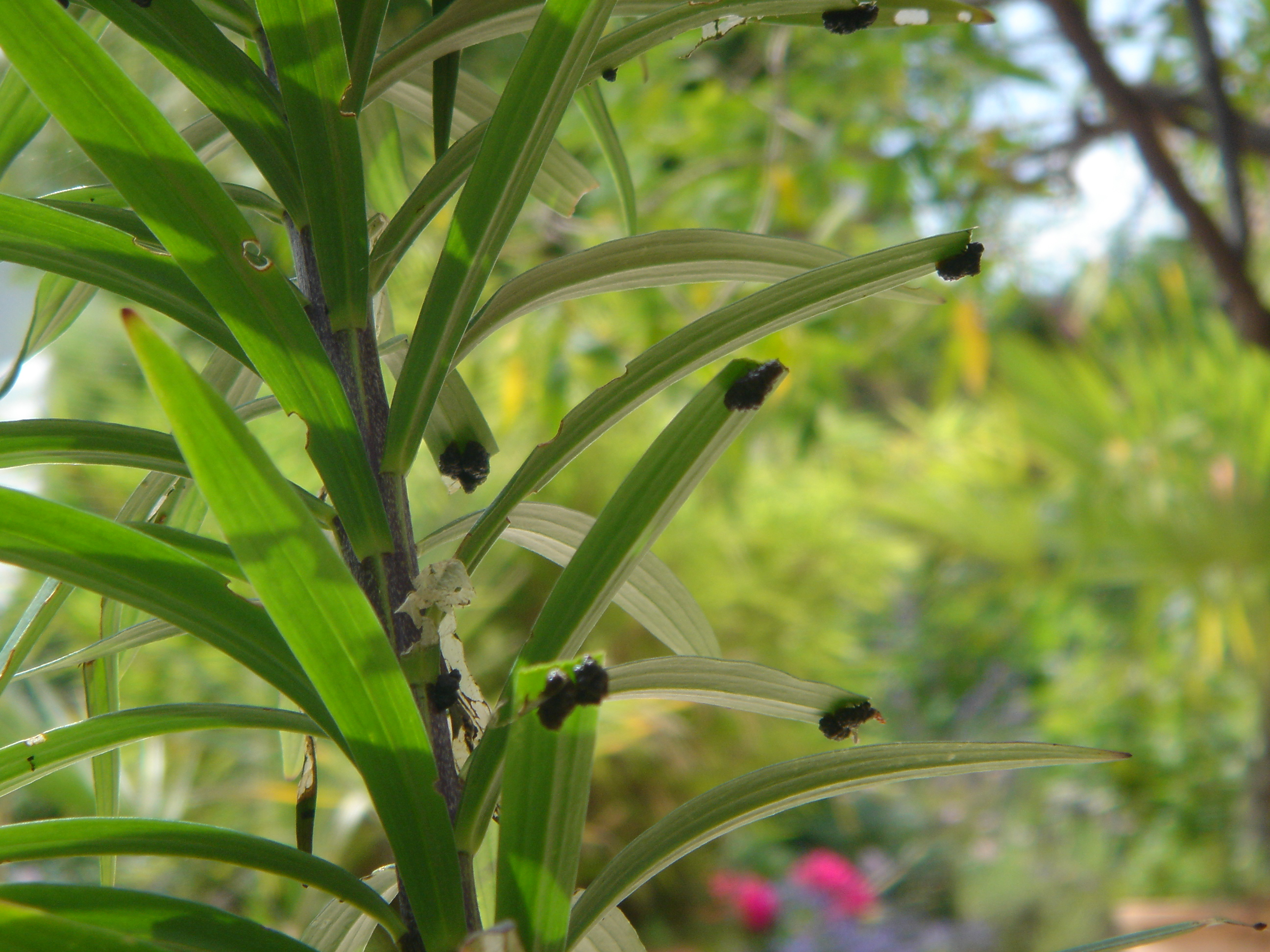
Befallene Pflanze mit Larven in ihren Kotsäcken

Das Lilienhähnchen (Lilioceris lilii), auch Lilienkäfer, ist ein Käfer aus der Familie der Blattkäfer (Chrysomelidae).

## Merkmale
Die Käfer werden sechs bis acht Millimeter lang. Sie haben einen siegellackroten Halsschild, gleichfarbene Flügeldecken, einen schwarzen Kopf und schwarze Beine. Die schwarze Färbung unterscheidet sie vom sehr ähnlichen Maiglöckchenhähnchen (Lilioceris merdigera), das einen roten Kopf hat, und bei dem große Teile der Schenkel (Femora) und Schienen (Tibien) der Beine rot gefärbt sind. Die dritte europäische Art ist Lilioceris tibialis, der auf Wildlilien in den Alpen lebt, aber rote Unterschenkel hat. Die erwachsenen Käfer sind flugfähig; sie fliegen aber nur selten.

## Vorkommen
Das Lilienhähnchen ist der verbreitetste Lilien-Schädling im kontinentalen Europa und Eurasien. Das Lilienhähnchen kommt außerdem in Nordafrika vor. Es wurde nach Nordamerika eingeschleppt, der erste Nachweis stammt aus Montreal im Jahre 1945, 1992 erreichte es die Ostküste der USA. Es wurde spätestens 1939 auf die Britischen Inseln eingeschleppt, 2002 erreichte es auch Schottland und Nordirland. Man findet das Lilienhähnchen auf Feuchtwiesen, an Ufern, in Gärten und Parkanlagen mit Lilien.

## Lebensweise
Sowohl die Imagines als auch die Larven fressen an verschiedenen Arten der Lilien, aber auch an Schachbrettblumen, Kaiserkrone (Fritillaria imperialis), Riesenlilien (Cardiocrinum), Prachtlilien und sogar Schnittlauch. Bei Lilien werden Hybriden häufiger befallen als reine Arten. Die Käfer lokalisieren ihre Nahrungspflanzen anhand des Geruchs, wobei die Empfindsamkeit dafür je nach Lebensstadium verschieden ist. Die Larven richten wegen ihres erhöhten Nahrungsbedarfs dabei größeren Schaden an als die Adulten. Sie tarnen sich, indem sie ihren Kot auf dem Rücken ablagern. Hierzu ist der After der Larven nach dorsal verschoben. Ihre gesamte Larvenzeit verbringen sie in diesem schleimigen „Kotsack“, nur der Kopf ragt daraus empor. Sogar Vögel verschmähen die Larven deswegen. Zusätzlich wirkt die Kothülle isolierend, im Innern herrscht eine relativ gleichbleibende Temperatur. Die Verpuppung findet, nach Abstreifen der Kothülle, in einem aus schaumigem, erhärtetem Sekret gebildeten Kokon in der Erde statt. Die Imagines lassen sich bei Gefahr zu Boden fallen und bleiben zunächst reglos auf dem Rücken liegen (Thanatose), mit ihrer unauffälligen schwarzen Unterseite nach oben. Die Käfer können ein zirpendes Geräusch erzeugen, bis zu 200 Töne pro Minute mit einer maximalen Frequenz von 1–1,3 kHz oder 6 kHz. Sowohl Männchen als auch Weibchen besitzen dafür quergeriefte Felder auf dem letzten Abdominalsegment, welche gegen die Flügeldeckenkante angestrichen werden. Dies wurde als Verteidigungsreaktion, aber auch als Kommunikation zwischen den Käfern gedeutet. Lilienhähnchen überwintern als Puppe oder Imago und bringen ein bis drei Generationen im Jahr hervor.

## Ernährung und Entwicklung
Die Weibchen legen zwei Wochen nach der Befruchtung ca. 350 Eier in Gruppen von 2–16 Eiern auf der Blattunterseite ihrer Futterpflanzen ab. Die Eier sind etwa einen Millimeter groß, zylinderförmig und orangerot gefärbt. Nach zwei bis drei Wochen Fresszeit an ihrer Futterpflanze lassen sich die Larven in ihrem polsternden Kotsack herabfallen und verpuppen sich im Boden. Nach weiteren ein bis zwei Wochen schlüpft der Käfer. Die Käfer können pro Jahr bis zu drei Generationen ausbilden. Man findet sie von April bis Juni und im September auf den Fraßpflanzen.

## Bekämpfung im Ziergarten
Allgemein wird Absammeln der Käfer empfohlen. Es empfiehlt sich dabei, eine Hand oder ein Gefäß unter die befallene Pflanze zu halten, da sich die Käfer bei Gefahr fallen lassen. Ist die Pflanze bereits mit Larven befallen, so lassen sich diese leicht mit einem scharfen Wasserstrahl abspritzen. Die Larven sind unfähig, zur Pflanze zurückzukriechen, und können sich daher nicht weiterentwickeln. Als Spritzmittel wird bei starkem Befall eine wässrige Schmierseife-Ethanol-Lösung empfohlen, so wie sie auch in dem biologischen Anbau verwendet wird. Auch Bestäuben mit Algenkalk oder Gesteinsmehl soll helfen.

## Belege